# Annelies Smeets
Annelies Smeets (Tubbergen, 8 september 1987) is een Nederlandse handbalcoach en voormalige handbalspeelster. Vanaf het seizoen 2020/2021 is Smeets trainer/coach van het eerste herenteam van E&O uit Emmen. Daarmee werd Smeets de tweede vrouwelijke coach op het hoogste heren niveau van Nederland ooit. Voor het begin van het seizoen 2021/22 vertrok Smeets bij E&O. Haar assistent, de Deen Henrik Bergholt en keeperstrainer Anatoli Galouza namen de taken van Smeets over.